# Tōshūsai Sharaku

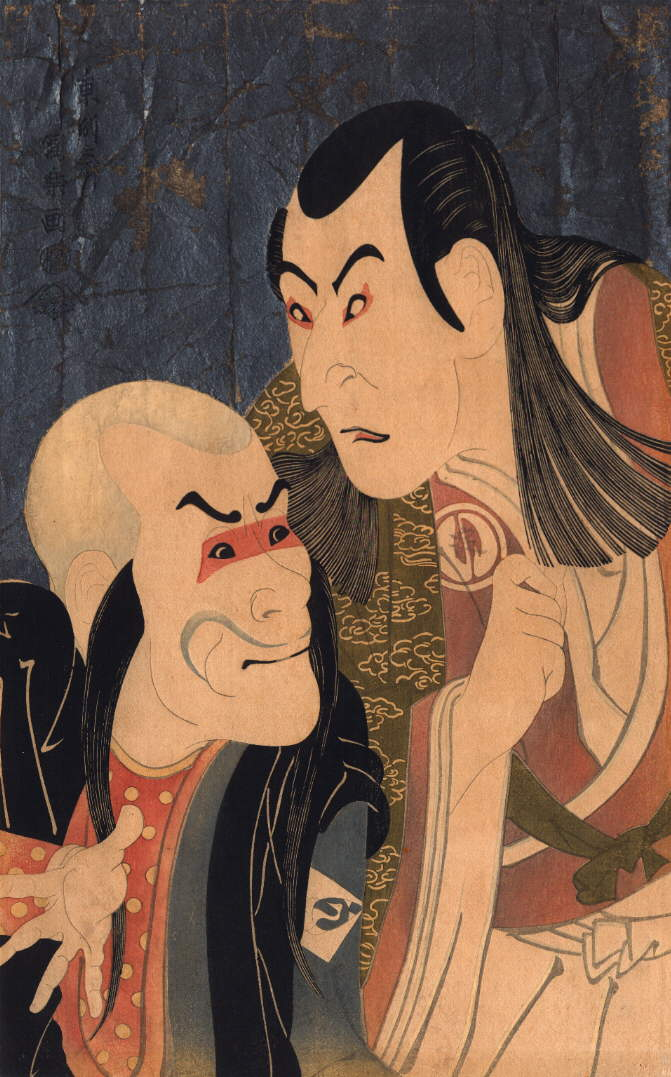
Els actors kabuki Bando Zenji i Sawamura Yodogoro; 1794, cinquè mes

En aquest nom japonès, el cognom és Tōshūsai.
Tōshūsai Sharaku (東洲斎写楽, , en actiu 1794 – 1795) és àmpliament considerat un dels més grans mestres de la xilografia japonesa. Es coneix poc d'ell, a part dels seus gravats ukiyo-e: no se'n sap ni el seu nom autèntic ni les dates de naixement i mort amb gens de certesa. La seva carrera com a xilografista sembla que va durar només deu mesos a la meitat del període Edo de la història japonesa, de mitjans del 1794 a principis del 1795.

## Biografia
Hi ha una teoria que diu que Sharaku no era una persona, sinó un projecte llançat per un grup d'artistes per ajudar la casa de xilografies que els havia ajudats a ells. En aquesta teoria, el nom de Sharaku s'ha près de sharakusai ('disbarat'), una broma privada entre ells, que sabien que no hi havia cap Sharaku de debò. La rapidesa amb què canviava l'estil utilitzat per Sharaku, amb quatre distintius canvis estilístics en la seva curta carrera, dona credibilitat a aquesta teoria. També era comú en aquella època que en les xilografies hi hagués implicats des de cinc fins a deu o més artesans treballant junts. Tanmateix, sembla poc probable que cap d'ells revelés l'autèntica identitat de Sharaku, o bé deixés alguna mena d'informació sobre el que hi havia darrere de Sharaku.
Una altra especulació associa Sharaku amb el gran mestre d'ukiyo-e Katsushika Hokusai. Aquesta explicació prové de la desaparició d'Hokusai del món de l'art entre els anys 1792 i 1796, el període en què va començar a aparèixer l'obra de Sharaku. A part de donar un motiu de l'absència d'Hokusai de l'escena artística d'Edo durant aquest temps, la teoria disposa de poques proves.

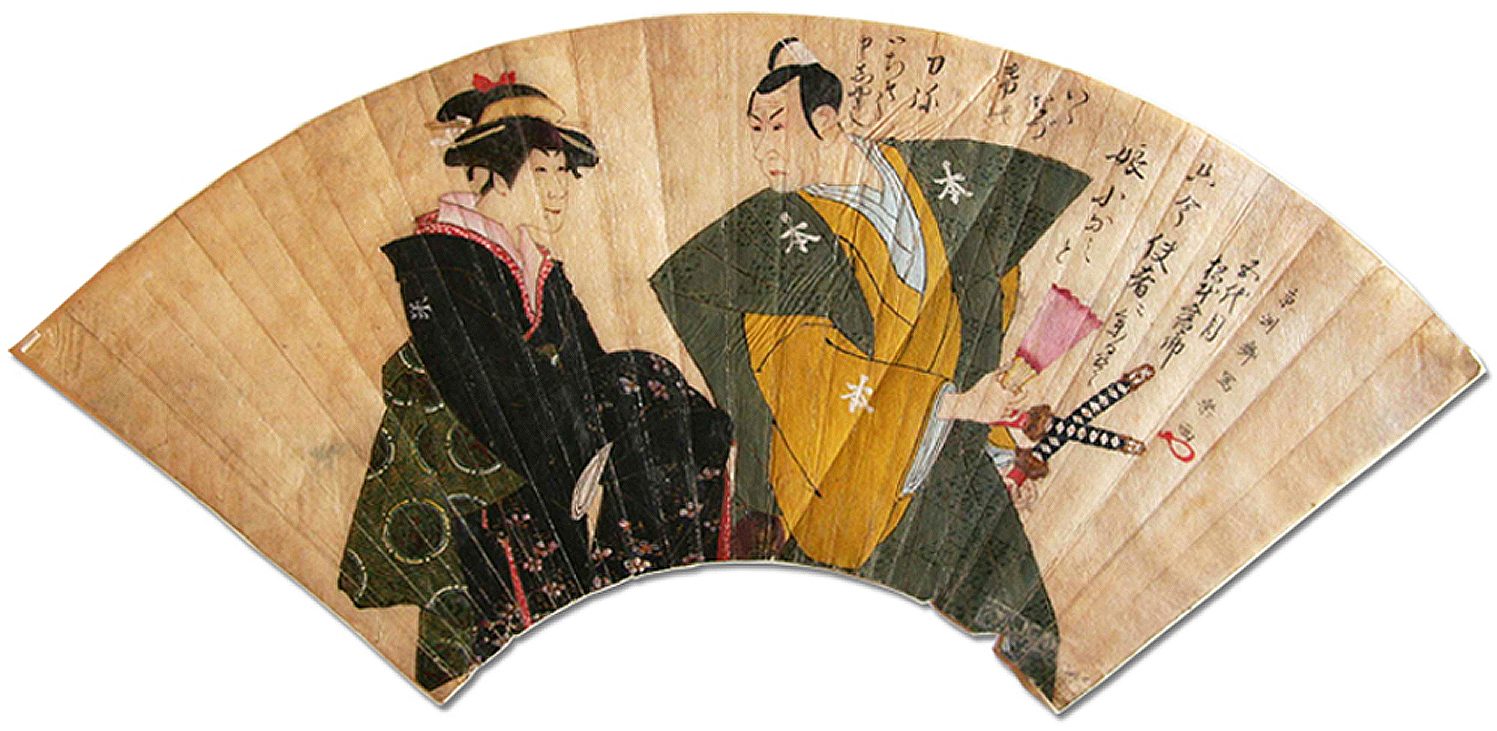
Koshiro Matsumoto IV com a Honzo Kakogawa i Yonezaburo Matsumoto com a Konami en la producció Kanadehon Chushingura de juny del 1795 al teatre Kawarazaki-za d'Edo

Pel que fa a la seva sobtada desaparició, una conjectura és que el seu mestre estava descontent amb l'associació del seu criat amb el promiscu teatre kabuki, en lloc del més refinat teatre noh recolzat pel mestre. No hi ha cap prova que recolzi o refuti això.
Un cacic de l'àrea de Kanda d'Edo anomenat Gesshin Saitō (斎藤月岑, 1804–1878) va escriure en el seu manual suplementari d'ukiyo-e que Sharaku era un actor noh anomenat Jurōbei Saitō (斎藤十郎兵衛). Tanmateix, amb el progrés de la investigació, la mateixa existència de Jurōbei Saitō va esdevenir dubtosa. Un actor noh, normalment del rang de samurai, hauria tingut documents que demostressin el seu origen, i el nom de Jurōbei Saitō no es va trobar en cap directori.
Per tant, han sorgit moltes hipòtesis i opinions sobre qui era Sharaku, com ara un anònim pintor d'ukiyo-e prominent, o l'editor Tsutaya Juzaburo, o si "Sharaku" era el nom d'un projecte ukiyo-e d'un grup d'artistes, etc.
En els últims anys, però, s'ha reconegut l'existència d'un Jurōbei Saitō en documents descoberts en la prefectura de Saitama, donant més credibilitat a la hipòtesi Jurōbei Saitō.

## Observacions retrospectives

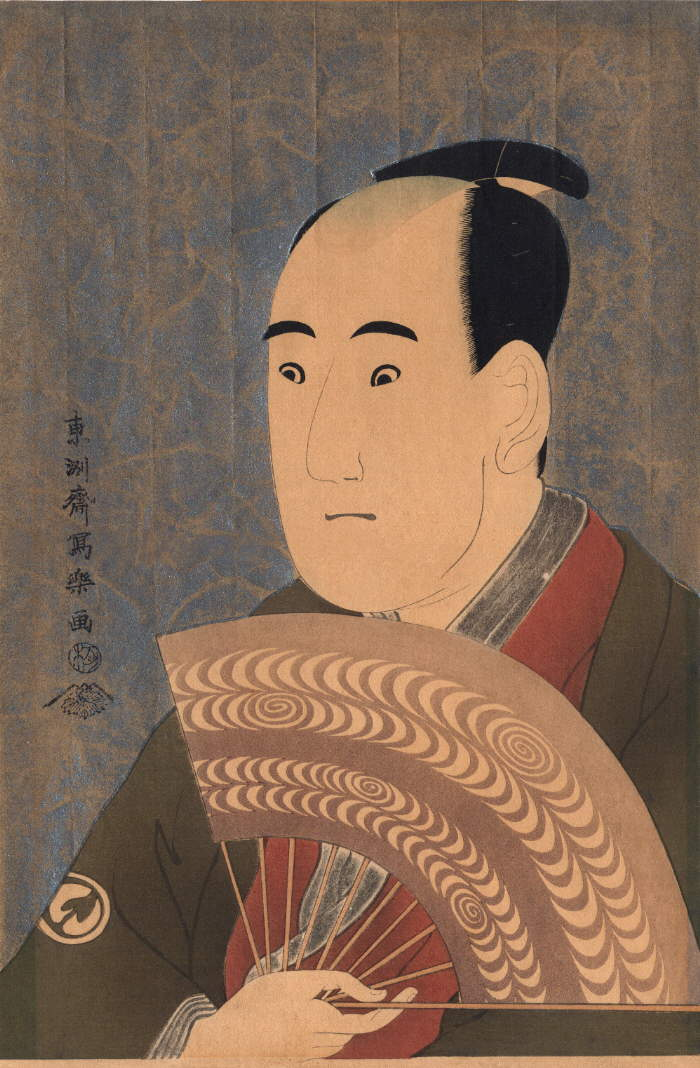
L'actor kabuki Sawamura Sojuro III; 1794, cinquè mes

Sembla que la seva carrera va ser tan curta en part perquè la radical naturalesa de la seva obra va aixecar l'hostilitat del món artístic d'Edo. Un manuscrit contemporani fa constar:
"Sharaku va dissenyar semblances d'actors kabuki, però com que els representava d'una manera massa realista, els seus gravats no s'adeien amb les idees acceptades, i la seva carrera va ser curta."
Sembla probable que els seus gravats, amb la seva tendència a exprémer fins a l'última gota de veritat dels seus protagonistes amb una estreta descripció de les característiques personals, deixava els clients amb una sensació d'inquietud i feia que els seus gravats fossin difícils de vendre. És més, sembla plausible que estava poc disposat a comprometre el seu art, i els seus crítics el van acorralar des del món artístic.
En efecte, la seva obra no va ser popular entre els col·leccionistes del Japó fins que la va redescobrir l'erudit alemany Julius Kurth, el 1910. Ara se'l considera un dels millors artistes de la xilografia del món, i el primer artista "modern" del Japó. Els poquíssims originals dels seus gravats que hi ha arriben a unes quantitats fantàstiques de diners a les subhastes.